# Liste der Bodendenkmale in Neuhardenberg
In der Liste der Bodendenkmale in Neuhardenberg sind die Bodendenkmale der brandenburgischen Gemeinde Neuhardenberg und ihrer Ortsteile aufgelistet. Grundlage ist die Veröffentlichung der Landesdenkmalliste vom Brandenburgisches Landesamt für Denkmalpflege und Archäologisches Landesmuseum. Die Baudenkmale sind in der Liste der Baudenkmale in Neuhardenberg aufgeführt.

## Bodendenkmale
| Gemarkung                         | Flur              | Kurzansprache | Bodendenkmalnummer | Bemerkung | Bild |
| --------------------------------- | ----------------- | --- | ------------------ | --------- | ---- |
| Neuhardenberg (Lage)              | 13                | Siedlung Bronzezeit | 60407              |           |      |
| Neuhardenberg, Quappendorf (Lage) | 13, 1             | Gräberfeld Eisenzeit | 60408              |           |      |
| Neuhardenberg (Lage)              | 9                 | Gräberfeld Urgeschichte | 60409              |           |      |
| Neuhardenberg (Lage)              | 11, 9             | Siedlung Bronzezeit | 60410              |           |      |
| Neuhardenberg (Lage)              | 11, 2, 3, 4, 5, 9 | Dorfkern deutsches Mittelalter, Schloss Neuzeit, Friedhof Neuzeit, Dorfkern Neuzeit, Siedlung Eisenzeit, Friedhof deutsches Mittelalter                 | 60411              |           |      |
| Neuhardenberg, Quappendorf (Lage) | 11, 2             | Siedlung Neolithikum | 60412              |           |      |
| Neuhardenberg (Lage)              | 2                 | Kreisgrabenanlage slawisches Mittelalter | 60413              |           |      |
| Neuhardenberg (Lage)              | 14                | Siedlung Neolithikum | 60459              |           |      |
| Altfriedland (Lage)               | 10, 11            | Mühle deutsches Mittelalter, Mühle Neuzeit | 60176              |           |      |
| Altfriedland (Lage)               | 4, 8              | Siedlung Bronzezeit, Siedlung Eisenzeit, Gräberfeld slawisches Mittelalter, Siedlung slawisches Mittelalter                                             | 60177              |           |      |
| Altfriedland (Lage)               | 10                | Gräberfeld Bronzezeit, Gräberfeld Eisenzeit | 60178              |           |      |
| Altfriedland (Lage)               | 8                 | Siedlung Neolithikum | 60179              |           |      |
| Altfriedland (Lage)               | 3                 | Siedlung Ur- und Frühgeschichte, Siedlung slawisches Mittelalter                                                                                        | 60180              |           |      |
| Altfriedland (Lage)               | 3                 | Siedlung Urgeschichte | 60181              |           |      |
| Altfriedland (Lage)               | 8                 | Siedlung slawisches Mittelalter | 60182              |           |      |
| Altfriedland (Lage)               | 3                 | Siedlung Bronzezeit, Siedlung Neolithikum | 60183              |           |      |
| Altfriedland (Lage)               | 3                 | Siedlung Eisenzeit, Siedlung Bronzezeit | 60184              |           |      |
| Altfriedland (Lage)               | 8                 | Siedlung römische Kaiserzeit, Siedlung slawisches Mittelalter                                                                                           | 60185              |           |      |
| Altfriedland (Lage)               | 2                 | Siedlung Steinzeit, Siedlung Urgeschichte | 60186              |           |      |
| Altfriedland (Lage)               | 11, 2             | Siedlung slawisches Mittelalter, Altstadt deutsches Mittelalter, Siedlung Bronze-zeit, Altstadt Neuzeit, Kloster deutsches Mittelalter, Kloster Neuzeit | 60187              |           |      |
| Altfriedland (Lage)               | 2                 | Dorfkern deutsches Mittelalter, Dorfkern Neuzeit | 60188              |           |      |
| Quappendorf (Lage)                | 2                 | Siedlung Urgeschichte, Siedlung slawisches Mittelalter                                                                                                  | 60458              |           |      |
| Quappendorf (Lage)                | 2                 | Dorfkern deutsches Mittelalter, Dorfkern Neuzeit | 60460              |           |      |
| Quappendorf (Lage)                | 2                 | Siedlung Eisenzeit, Einzelfund deutsches Mittelalter, Siedlung römische Kaiserzeit                                                                      | 60897              |           |      |
| Wulkow bei Trebnitz (Lage)        | 1, 4              | Dorfkern deutsches Mittelalter, Dorfkern Neuzeit, Schloss Neuzeit                                                                                       | 60550              |           |      |
| Wulkow bei Trebnitz (Lage)        | 2                 | Siedlung römische Kaiserzeit | 60836              |           |      |